# Józef Bronikowski
Józef Bronikowski (ur. 12 marca 1851 w Koronowie, zm. 24 kwietnia 1926 w Bydgoszczy) – polski inżynier hydrotechnik, pionier odbudowy dróg wodnych w 1920 na Pomorzu i Kujawach, kierownik Inspekcji Dróg Wodnych w Bydgoszczy.

## Życiorys
Urodził się w Koronowie koło Bydgoszczy. Był synem Ignacego i Tekli z d. Borna. Uczył się w Królewskim Katolickim Gimnazjum w Chełmnie, gdzie latem 1873 złożył egzamin dojrzałości. Ukończył Politechnikę w Hanowerze. Wstąpił do pruskiej służby państwowej i urzędował w różnych miastach niemieckich, m.in. w Toruniu, gdzie rozwinął ożywioną polską działalność społeczną. Władze przeniosły go w głąb Niemiec.
Bronikowski nigdy nie ukrywał swego polskiego pochodzenia. Po odbudowaniu państwowości polskiej, już jako emeryt, postanowił wrócić do kraju. Naczelna Rada Ludowa w Poznaniu mianowała go w 1919 r. komisarzem i mężem zaufania, który miał uczestniczyć przy odbiorze majątku państwowego w Inspekcjach Dróg Wodnych w Bydgoszczy i Nakle n. Notecią. Od 1920 r. był kierownikiem Inspekcji Dróg Wodnych w Bydgoszczy.
Był członkiem Izby Przemysłowo-Handlowej w Bydgoszczy. 2 maja 1923 jako jeden z pierwszych bydgoszczan został kawalerem Krzyża Oficerskiego Orderu Odrodzenia Polski „za zasługi, położone dla Rzeczypospolitej Polskiej na polu pracy obywatelskiej".
Został pochowany na cmentarzu Nowofarnym. Jego imieniem nazwano ulicę na bydgoskich Flisach, w pobliżu Kanału Bydgoskiego.
Był żonaty z Józefą z Podjaskich, miał córkę.